# Medeiros (España)
Medeiros (llamada oficialmente Santa María de Medeiros) es una parroquia y un lugar del municipio español de Monterrey, en la provincia de Orense, Galicia.

## Geografía
Situado en el sur de la provincia de Orense, al suroeste del municipio de Monterrey, próximo a la frontera con Portugal.
Terreno montañoso.

## Historia
Población cuyos asentamientos se remontan al paleolítico. 
Restos celtas sin explorar en su mayoría que datan del s.II a. C. Se difuminan por las colinas que rodean a Medeiros, pudiéndose encontrar molinos de aceite, ruinas de antiguos poblados y la famosa "Silla de la Reina", un trono de piedra en el que cuenta la leyenda era donde la reina celta desde lo alto de la montaña vigilaba todo el valle y bajo el cual se encuentra un tesoro, además de otros sillones para otros custodios. Muchos buscadores de tesoros han venido a esta tierra hasta hoy día.  Para ver estos restos y otros muchos solo se puede recurrir a los habitantes de los alrededores, ya que no hay guía turísticos y tampoco caminos, debiéndose abrir paso entre la maleza.
Restos históricos a destacar, a pesar de su lamentable estado de conservación, son los castros de "Monte A Cidá" y "Búbal".
De la dominación romana, quedan escasos restos de la fortaleza de "Montecelo" (siglo I a. C.). Por su territorio discurre una calzada romana, que a través del balneario de Requeixo,  traza camino desde Monterrey (España) a Montalegre (Portugal), en cuyo término municipal se encuentra otra población con el mismo topónimo. Además de otra calzada, desde Chaves (Portugal) hasta la vía XVIII. 
Mención para sus fuentes romanas de "O Valeciño" e "O Bouzo", que históricamente han surtido de agua al pueblo hasta fechas recientes.
En relación con monumentos funerarios, una necrópolis del bajo medievo, datada en el siglo XI d. C.
Pueblo cargado de cruceros siguiendo la tradición de estos monumentos en Galicia. Al parecer la abundancia de estos se debe a la existencia de un vía crucis a lo largo del pueblo.
Y como monumentos religiosos, reseñar la iglesia parroquial construida en 1604, la capilla de San Salvador del siglo XVII, y el "Cruceiro do Bouzo" de 1747.

## Organización territorial
La parroquia está formada por una entidad de población:
- Medeiros

## Demografía
Gráfica demográfica del lugar y parroquia de Medeiros según el INE español:
| Gráfica de evolución demográfica de Medeiros entre 2000 y 2022 |
|                                                                |
| Datos según el nomenclátor publicado por el INE.               |

## Festividades
El día 6 de agosto su patrón San Salvador atrae a cientos de devotos y el pueblo se vuelca en la celebración ceremoniosa de este día.